# Oficina Pública de la Llengua Bretona
L'Oficina Pública de la Llengua Bretona (OPLB, bretó Ofis Publik ar Brezhoneg) és un establiment públic de cooperació cultural (EPCC) creat el 17 de setembre de 2010 en substitució de l'Ofis ar Brezhoneg i el seu primer consell d'administració es va celebrar el 5 d'octubre de 2010 a Carhaix-Plouguer.
En 2010 es va fer càrrec de l'Ofis ar Brezhoneg une associació llei de 1901 creada l'1 de maig de 1999 al servei de la llengua bretona que existia al si del Skol uhel ar Vro (Institut Cultural de Bretanya).

## Missions tècniques i científiques
Una de les tasques de l'Oficina és tractar, de forma científica, les dades sociolingüístiques relacionades amb la llengua bretona. S'espera que jugar el paper d'observatori de la llengua bretona (Arsellva an implijoù yezh) la publicació d'aquestes dades i assessorar les comunitats  en senyalització bilingüe, toponímia i microtopònims del cadastre, quan hagi de ser revisat. La Gran Oficina és el suport del TermBret, el servei cooperatiu de terminologia que publica lèxics per especialitat. Finalment, ha d'ajudar a individus, administracions i empreses que vulguin utilitzar el bretó. Així, des de l'1 de juliol fins al 15 de juliol de 1999 va donar suport a quaranta-dues administracions, associacions o emprese.
Els diagnòstics sobre l'estat d'ús del bretó, país a país, es duen a terme a petició de les comunitats implicades.

## L'acció per aprendre Bretó
L'Oficina participa en la promoció de cursos d'adults a bretó. L'any 1998-1999, va publicar una aproximació de les matrícues dels cursos de bretó per a adults: 9.300 adults han cursat cursos a la tarda, cursos de formació o per correspondència. Uns 6.700 han seguit els cursos, d'ells 1.200 a l'Alta Bretanya (550 a Ille i Vilaine i 462 a Loira Atlàntic). A Bretanya, 165 organitzacions ofereixen classes nocturnes i hi ha 28 fora de Bretanya, inclosos 15 a la regió de París.
El 2003, l'Oficina va publicar un mapa de carreteres de Bretanya en bretó. Aquest mapa inclou el Loira Atlàntic (cf Qüestió de l'afiliació de Loira Atlàntic a la regió de Bretanya).

## Finançament i organització
L'Oficina és una institució pública de cooperació cultural (EPCC) presidida per Lena Louarn. Té un pressupost de més d'1 milió d'euros subministrat principalment per la regió de Bretanya, els cinc departaments de Bretanya i el Ministeri de Cultura. La seu és a Carhaix-Plouguer i el seu director és Fulup Jakez. L'OPLB està present en els altres quatre departaments, a Rennes, Guingamp, Nantes i Vannes.
El 2004 la regió Bretanya va anunciar la seva intenció de canviar els seus estatuts per convertir-la en una institució pública de cooperació cultural. Un cop rebuts els acords departamental i estatal, es va iniciar l'operació el 2010.
El trasllat de la seva seu al castell de Kerampuilh, també a Carhaix-Plouguer, també va ser planejat pel Consell Regional de Bretanya.